# معركة الحصيد
معركة الحصيد وقعت في شعبان سنة 12 للهجرة الموافق نوفمبر 633م، بين جيش المسلمين بقيادة القعقاع بن عمرو التميمي والامبراطورية الفارسية بقيادة زرمهر وحلفاءهم من العرب المسيحيين وانتصر فيها المسلمون إنتصاراً كبيراً وقتل من الفرس وأحلافهم من نصارى ربيعة مقتلة عظيمة وغنم منهم المسلمون غنائم كثيرة، وقتل القعقاع قائدهم زرمهر، وهرب من بقي من فلولهم إلى الخنافس فأجتمعوا بها من جديد.

## سابقة
لما أنتصر المسلمون في معركة عين التمر على الفرس وأحلافهم من نصارى العرب من ربيعة وقتلوا سيدهم عقة بن أبي عقة، اسخلف خالد بن الوليد على الحيرة القعقاع بن عمرو التميمي وعلى الأنبار الزبرقان بن بدر التميمي ثم سار إلى دومة الجندل، فكتب رؤساء نصارى العرب من ربيعة إلى الفرس يطلبون منهم الثأر لمقتل شيوخهم فخرج اثنين من قادة الفرس هما زرمهر وروزبة يريدان الأنبار، وعلم بهم القعقاع وهو يومئذٍ أمير الحيرة، فسير جيشين الأول مع أبي ليلى بن فدكي التميمي وأمره بالحصيد، والثاني مع عروة بن الجعد وأمره بالخنافس، وقال لهما إن رأيتما مقدماً فأقدماً فخرجاً وحال بينهما الريف وأغلقهما، وكان الفرس أجتمعوا بمن كاتبهم من ربيعة وتكابتوا وتعاهدوا، وعسكر الهذيل بن عمران التغلبي في المصيخ، وعسكر ربيعة بن بُجير بالثني والبشر وكاناً يطالباً بدم عقة

## المعركة
فسار القعقاع بن عمرو التميمي إلى الحصيد قاصداً زرمهر وروزبة ومن معهما من الفرس، فاقتتلواً قتالاً شديداً، فقتل الله من الفرس المجوس وحلفائهم نصارى ربيعة مقتلة عظيمة، وقتل القعقاع بن عمرو زرمهر، وقتل عصمة بن عبد الله الضبي التميمي روزبة، وأندحر الفرس بمقتل قائديهما، وفرت فلولهم إلى الخنافس بعد أن غنم منهم المسلمون غنائم كثيرة وقال القعقاع بن عمرو مفتخراً في ذلك: